# Фалкушовце
Фалкушовце (слч. Falkušovce) насељено је мјесто са административним статусом сеоске општине (слч. obec) у округу Михаловце, у Кошичком крају, Словачка Република.

## Становништво
| Година:    | 1994. | 2004.   | 2014.   | 2024.   |
| ---------- | ----- | ------- | ------- | ------- |
| Број људи: | 615   | 673     | 666     | 659     |
| Разлика:   |       | +9,43 % | -1,04 % | -1,05 % |

| Година:    | 2023. | 2024.   |
| ---------- | ----- | ------- |
| Број људи: | 670   | 659     |
| Разлика:   |       | -1,64 % |

Према подацима о броју становника из 2011. године насеље је имало 687 становника.